# Haloze-vinorodne
Das Fauna-Flora-Habitat-Gebiet Haloze-vinorodne liegt im Osten Sloweniens auf dem Gebiet der Gemeinde Videm. Das etwa 63 km² große Schutzgebiet umfasst eine hügelige, kleinstrukturierte Kulturlandschaft im Weinbaugebiet Haloze an der Grenze zu Kroatien. Die Landschaft wird von Streusiedlungen und einem Mosaik aus Waldflächen, Weinbergen und extensiv genutzten feuchten und trockenen Grünlandflächen geprägt.

## Schutzzweck

### Lebensraumtypen
Folgende Lebensraumtypen nach Anhang I der FFH-Richtlinie sind für das Gebiet gemeldet:
| EU Code | * | Lebensraumtyp (offizielle Bezeichnung)                                                                                            | Fläche (ha) |
| ------- | - | --- | ----------- |
| 6210    | * | Naturnahe Kalk-Trockenrasen und deren Verbuschungsstadien (Festuco-Brometalia) (besondere Bestände mit bemerkenswerten Orchideen) | 734         |
| 6510    |   | Magere Flachland-Mähwiesen (Alopecurus pratensis, Sanguisorba officinalis)                                                        | 462         |

### Arteninventar
Folgende Arten von gemeinschaftlichem Interesse kommen im Gebiet vor:
| Bild                                | EU Code | * | Art                                 | wissenschaftlicher Name     | Artengruppe    |
| ----------------------------------- | ------- | - | ----------------------------------- | --------------------------- | -------------- |
| Steinkrebs                          | 1093    | * | Steinkrebs                          | Austropotamobius torrentium | Krebse         |
| Gelbbauchunke                       | 1193    |   | Gelbbauchunke                       | Bombina variegata           | Amphibien      |
| Spanische Flagge                    | 1078    | * | Spanische Flagge                    | Callimorpha quadripunctaria | Schmetterlinge |
| Große Quelljungfer                  | 4046    |   | Große Quelljungfer                  | Cordulegaster heros         | Libellen       |
|                                     | 4104    |   | Adria-Riemenzunge                   | Himantoglossum adriaticum   | Pflanzen       |
| Großer Feuerfalter                  | 1060    |   | Großer Feuerfalter                  | Lycaena dispar              | Schmetterlinge |
| Dunkler Wiesenknopf-Ameisenbläuling | 1061    |   | Dunkler Wiesenknopf-Ameisenbläuling | Maculinea nausithous        | Schmetterlinge |
| Heller Wiesenknopf-Ameisenbläuling  | 1059    |   | Heller Wiesenknopf-Ameisenbläuling  | Maculinea teleius           | Schmetterlinge |